# Pelzkunst

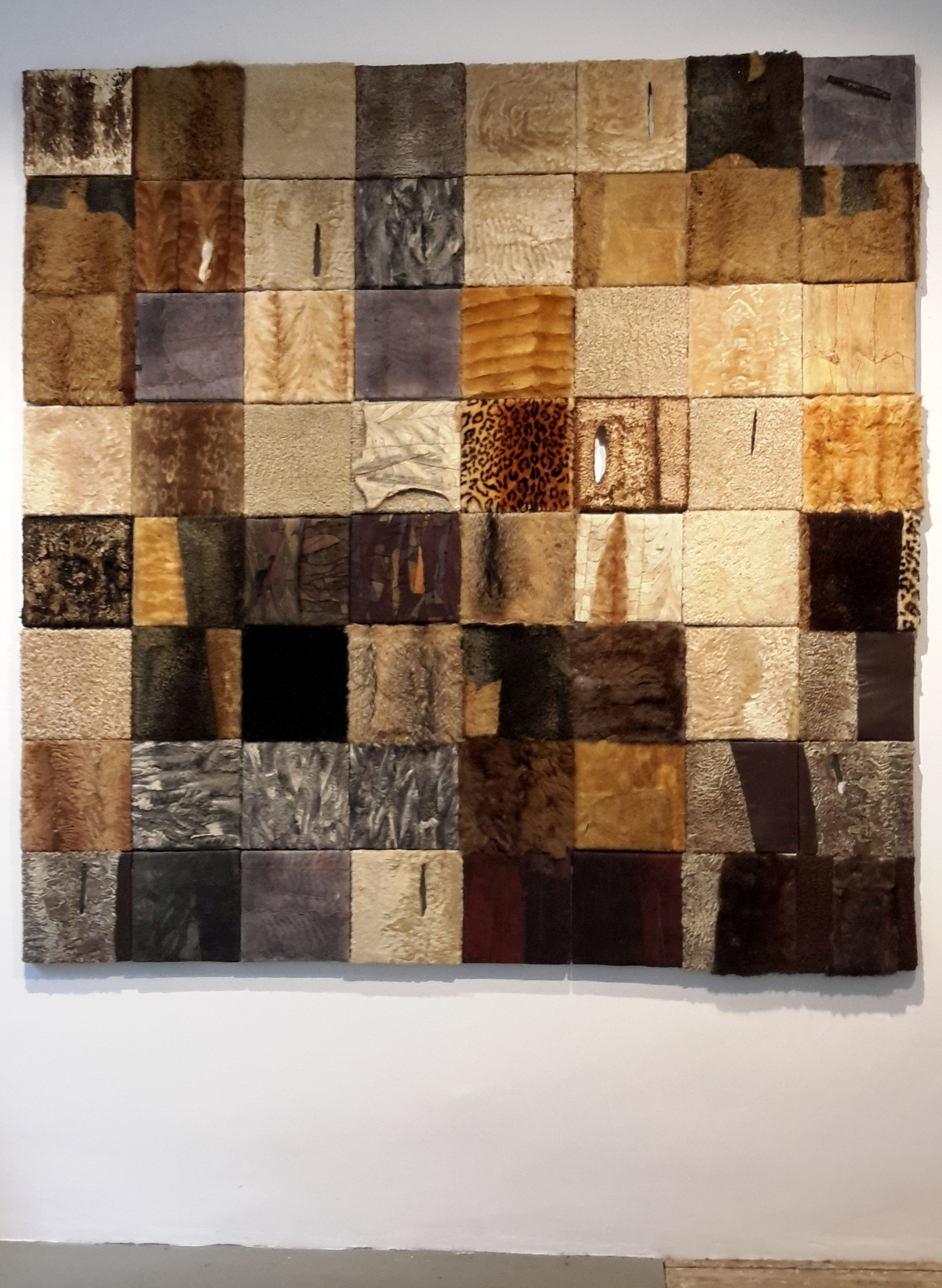
„Die Quadratur des Pelzes“ (Cora Fisch, 2018)

Pelzkunst, der Pelz als Material der Kunst, trat außerhalb des Handwerks wesentlich erstmals im Jahr 1936 mit der als Déjeuner en fourrure („Frühstück im Pelz“) betitelten Pelztasse der Meret Oppenheim in der Bildenden Kunst in Erscheinung. Zuvor gab es vor allem Pelzmosaiken, künstlerisch gestaltete Bilder aus Fell aus Kreisen des Kürschnerhandwerks. Neben Kunstwerken mit dominierendem Fell findet sich der Pelz gelegentlich als kleine Beigabe zu Werken anderen Materials. Ein Beispiel ist die im Düsseldorfer K 20 ausgestellte „Venus mit Schubladen“ (1936/1946) von Salvador Dalí, ein Bronzeguss in gipsartiger Fassung mit Pompon-Griffen aus Nerzschweif-Fell. Anlässlich einer Ausstellung über Kunst mit Pelz 1971 in New New York schrieb deren Direktor: „Heute tragen viele junge Menschen Federn und Pelze/Felle, und viele Künstler und Handwerker arbeiten mit diesen Materialien“.
Der englische Künstler Simon Fujiwara zeigte 2016 in Tokyo eine Serie aus Teilen zertrennter Pelzkleidung, bei der auf der Lederseite das bei der Pelzherstellung entstandene Patchworkmuster sichtbar wurde.
Die Haas Brothers (Zwillinge, Nikolai und Simon Haas, * 1984) sind amerikanische Künstler, die für ihre die Grenze zwischen Kunst und Design verwischenden skulpturalen Arbeiten bekannt sind. Sie arbeiten derzeit (2014) in Los Angeles, Kalifornien. Zu ihren figürlichen Werken gehört eine größere Anzahl als „Beasts“, Biester bezeichnete Fabelwesen, deren Körper aus Pelz besteht. Durch die Kombination hochwertiger Materialien wirken auch ihre Kreationen entsprechend, trotz ihrer humorvollen Anmutung. In ähnlicher Art gestalteten sie Sitzgelegenheiten, vom pelzbezogenen Hocker bis hin zum Sofa. Die verwendeten Fellarten sind mannigfaltig. Ein als „Unique Tannery Pearson (Mini Beast)“ angebotenes Objekt aus dem Jahr 2014 mit ziegenartigen Ebenholzhörnern und barocken verschnörkelten und vergoldeten Bronzebeinen hat beispielsweise einen Rumpf aus zobelähnlichem Ziegenfell.
Nicole Wermers (* 1971), eine deutsche Installationskünstlerin, zeigte 2015 in der Londoner Herald Street Gallery ein Werk, bestehend aus 9 Stahlrohrstühlen, über deren Rückenlehnen jeweils eine Fuchsjacke gehängt war. Die Stühle waren Repliken der für Thonet entworfenen Sitzmöbelklassiker des Designers Marcel Breuer, die Jacken verschiedener Fuchsarten hatte sie im Internet erstanden. Jonathan Faiers schrieb dazu in seiner Geschichte des Pelzes: „Die Jacken stehen nicht nur für Glamour und Reichtum, sondern sind auch an der Produktion und Beanspruchung von Raum beteiligt, der durch die alltägliche Handlung, einen Sitzplatz zu reservieren, indem man den Mantel über den Stuhlrücken hängt, greifbar wird“.
Ein Überblick vom April 2019 über Künstler und deren Anwendung der Tierpräparation stellte fest, dass in der Kunst die „tierischen Wiedergänger“ immer wieder auftauchen. Insbesondere in Los Angeles und New York hat sich eine lebhafte Szene für Taxidermie-Kunst entwickelt, die vor allem aus jungen Frauen besteht.

## Allgemein
Pelz ist ein vergängliches Material, Pelzkunst ohne besondere Konservierungsmaßnahmen somit kein dauerhaftes Werk. Fell unterliegt, wie zum Beispiel auch die verwandten Werke aus Federn, als Naturprodukt der normalen natürlichen Alterung. Dies, verbunden mit dem Verbleichen durch das Licht, macht sie bald unansehnlicher und zerstört sie bei normaler Präsentation in wenigen Jahrzehnten. Die ersten Pelzmosaiken, um 1900 erstanden, sind inzwischen sämtlich in der Farbe verschossen, im Haar spröde geworden, oder, noch wahrscheinlicher, nach dem morsch werden des Leders zerfallen und damit unwiederbringlich verschwunden. Erst die Fotografie macht es möglich, wenigstens ein Abbild solcher Werke zu erhalten. Im Museum, gekühlt und unter Minimierung des Lichts, erhält sich Pelz bedeutend länger, wie lange bleibt abzuwarten. Nur wenigen, besonders herausragenden Pelzkunstwerken wird jedoch eine solche Behandlung zuteil.

## Künstler mit bedeutenden Arbeiten aus Pelz
Pelz als Material hat eine besondere, über das Gestaltende hinausgehende Bedeutung in der Kunst. Bei Merit Oppenheims Déjeuner en fourrure ist es vor allem das eigenartige Gefühl, das sich bei dem Gedanken einstellt, aus ihrer behaarten Tasse zu trinken. Eine eher mythische Mensch-Tier-Beziehung findet sich in den Werken von Ursula Schultze-Bluhm und Joseph Beuys. Beuys erklärte den Luchsmantel, den er selbst getragen hatte, zum Teil eines Kunstwerks. Günter Weseler schuf aus Fell geheimnisvolle Tierwesen, die er atmen ließ und so zu einem scheinbar neuem Leben erweckte. Inzwischen wird das Material Pelz nicht mehr unbefangen gebraucht, zunehmend beschäftigen sich die Künstler in diesem Zusammenhang mit der Frage, ist der Mensch berechtigt, Tiere zu essen und deren Produkte, wie das Fell, zu nutzen. Nina Stähli verwendete Pelz aus getragener Kleidung, Cora Fisch weist auf die Vergänglichkeit hin, indem sie Teile abgelegter Kleidung durch Vergraben bewusst dem Verfall übergibt.
Denise Hawrysio (* 1957 in Toronto) schuf nacheinander einige Buchobjekte unter dem Titel „Killing“, die keinen Text, aber Seiten aus Fell enthielten, in der ersten Version (1988) sogar Leopardenfell, wohl als Protest gegen das Töten der Tiere zu Pelzzwecken gedacht. In ihrem dritten Band verwendete sie Kaninfell (1989). Auf ihrer Homepage heißt es hierzu: „Bei der Begegnung mit ‚Killing III‘ ist jedoch ein durchdringender Sinn für Ironie im Spiel, da jeder Gedanke an Protest gekonnt mit der unwiderlegbaren Verführungskraft und dem Reiz der äußerst greifbaren und zutiefst sinnlichen Pelzseiten vermischt wird.“

### Meret Oppenheim
Abbildung der Pelztasse
Externer Weblink
- https://www.moma.org/learn/moma_learning/meret-oppenheim-object-paris-1936/

Die Deutsch-Schweizerin Meret Oppenheim (1913–1985) blieb vor allem durch ihre im Jahr 1936 geschaffene, legendäre Pelztasse bekannt, obwohl sie viele ungewöhnliche und herausragende Werke schuf. Das Service, bestehend aus Tasse, Untertasse und Kaffeelöffel wurde bereits zu ihren Lebzeiten als Déjeuner en fourrure gewissermaßen zu ihrem Markenzeichen. Dieses wohl bekannteste Beispiel des surrealistischen Objets trouvé, ein Alltagsgegenstand, der wie ein Kunstwerk behandelt wird, machte sie „sozusagen über Nacht zu einer Ikone des Surrealismus“.
Die im Englischen als Pelz-Teetasse („fur teacup“) bezeichnete Arbeit besteht aus einer gewöhnlichen Kaufhaus-Porzellantasse mit Löffel, beklebt mit Fell einer chinesischen Gazelle. Oppenheim selbst nannte ihr Werk ursprünglich einfach nur „Tasse, soucoupeet cuillière revêtus de fourrure - Tasse, Untertasse und Löffel mit Pelz überzogen“. Der an das ehemalige Skandalbild „Das Frühstück im Grünen“ von Édouard Manet und an Leopold von Sacher-Masochs Novelle „Venus im Pelz“ anknüpfende Name für die Pelztasse stammt von André Breton, veröffentlicht erstmals im Almanach der Surrealisten 1938. Meret Oppenheim hat der Umbenennung nie widersprochen. Daniel Spoerri fand diese nachträgliche Namensgebung später als durchaus gelungen und beschrieb das Gefühl, das ihn beim Anblick der Pelztasse überkommt: „[…] ich finde das Objekt so toll, weil man den Pelz auf der Zunge spürt, und man findet's leicht ekelhaft, phphph, diese Haare im Mund, das ist das, was das Objekt so toll macht, weil man das sofort empfindet, auf der Zunge spürt man diesen Pelz, es hat ja jeder mal einen Pelzmantel im Mund gehabt. Da ist der Titel eben typisch surrealistisch, und das Objekt ist viel sinnlicher“. Auch Spoerri selbst hat mit Pelz gearbeitet. In seiner Serie „Karneval der Tiere“ drapierte er 1995, in der Art von Beuys Luchsmantel, einen kompletten Coyotenmantel, seine Arbeit trägt den Titel „Menschliches Antlitz verglichen mit dem des Wolfes“. Anstelle des menschlichen Kopfes aus Gusseisen bei Beuys dekorierte Spoerri, neben anderem, die Plastik eines Wolfskopfes zum Mantel.
Meret Oppenheim war erst 23 Jahre alt, als ihre Pelztasse in einer Gruppenausstellung der Surrealisten in Paris und anschließend in allen wichtigen Surrealisten-Ausstellungen des Jahres zu sehen war. Danach wurde sie von Alfred Barry für das Museum of Modern Art in New York erworben. Im selben Jahr schlug sie der Modeschöpferin Elsa Schiaparelli ein der Pelztasse im Kontrast ähnliches Produkt vor, ein mit Pelz besetztes Bracelet aus Metall, welches diese dann für die Winterkollektion in die Produktion gab. Ein Jahr darauf in der Ausstellung „Fantastic Art, Dada, Surrealism“, regte es die „Fantasie zehntausender Amerikaner“ an wie kein zweites Objekt der Ausstellung, wo es „Wut, Ekel, Gelächter und Entzücken gleichermaßen provozierte – und zum Symbol des Surrealismus und einem Schlüsselwerk des 20. Jahrhunderts wurde“. Verbreitet wurde das Déjeuner en fourrure vor allem in der Abbildung des Fotografen Man Ray.
Vorläufer der Beschäftigung mit Pelz von Oppenheim waren das Modell eines mit Fell bezogenen Armreifs und eines Ringes, die sie mit anderem an die exzentrische Modeschöpferin Elsa Schiaparelli und an das Modehaus Rochas verkaufen konnte. Die Pelztasse soll als Reaktion darauf entstanden sein, dass Pablo Picasso ihren Armreif bespöttelt und bemerkt hatte, „man könne alles mit Pelz bedecken“.
Um 1936 entstand außerdem ein Entwurf für ein schlichtes, pelzverbrämtes Damencape.
Weitere Arbeiten waren ein Schuh mit Pelz und beigefarbene Pelz-Halbfingerhandschuhe, aufgezogen auf je eine Hand mit rot lackierten Fingernägeln (1936).
Im Jahr 1969 entstand das „Eichhörnchen“, ein gläserner Bierkrug mit Schaum aus Kunststoff, mit einem Eichhörnchenschwanz als Henkel.
Als im Jahr 1970 ein Galerist eine Auflage der Pelztasse als Multiple herausgeben wollte, verweigerte sich Oppenheim und entwarf stattdessen als Rokokobild ein ironisiertes „Souvenir du déjeuner en fourrure“ aus Stoff, Pelz, Kunstblumen und Pailletten unter Glas.

### Joseph Beuys
Palazzo Regale
Externer Weblink
- https://www.flickr.com/photos/manitobamuseum/2846708995

Joseph Beuys (1921–1986) fasste den erweiterten Kunstbegriff, der auch in den Objets trouvé von Meret Oppenheims angelegt war, noch einmal umfangreicher. Auf eine viele Betrachter verstörende Weise arbeitete er unter anderem mit Naturmaterialien, wie Fett und Filz. Eine besondere, mystische und symbolhafte Rolle nahm bei Beuys der Hase ein. An der verkohlten Tür seines abgebrannten Düsseldorfer Ateliers befestigte er nachträglich ein Hasenfell und den Schädel eines Reihers („Tür mit Reiherschädel und Hasenohren“, 1954–1956). An der für ihn typischen Anglerweste hatte er ständig als Talisman eine Hasenpfote, ein klassischer Glücksbringer; während der Aktion „I like Amerika, Amerika likes me“, New York 1974, trug er ein Hasenfell. 1963 schuf er ein unbetiteltes Objekt mit einem Hasenfell.
In seiner letzten großen Arbeit im Dezember 1985 für eine temporäre Ausstellung im Museo di Capodimonte in Neapel, benannt Palazzo Regale, zeigte er in einer von zwei Vitrinen neben anderem einen Luchsmantel, den er bei seiner Performance „Titus Andronicus / Iphigenie“ (1969) im Rahmen der „experimenta 3“ in Frankfurt am Main getragen hatte; auch auf zwei Fotos im Besitz der Galerie Schmela ist Beuys während eines Skiurlaubs mit dem Mantel zu sehen. Die Ausstellungseröffnung fand einen Monat vor seinem Tod am 23. Dezember 1985 statt. Die Installation wurde 1991 von der Kunstsammlung Nordrhein-Westfalen in Düsseldorf angekauft und ist dort ständig ausgestellt.
Der Mantel ist mit dem Fell nach oben dekoriert, eine Vorderkante ist umgelegt, so dass das hellblaue Seidenfutter zu sehen ist. Dadurch, dass oberhalb des Kragens ein Kopf aus Gusseisen gelegt ist (aus der Installation „Straßenbahnhaltestelle“), erinnert es an einen liegenden Menschen. Der Mantel aus kanadischen Luchsfellen gehörte zu den höchstwertigen Pelzen der Zeit, zumal er hauptsächlich aus der wertvolleren Luchswamme gearbeitet wurde. Ergänzt werden Kopf und Mantel durch zwei an die Vitrinenscheibe gelehnte Konzertbecken und ein Tritonshorn mit gekappter Spitze.
Beuys erläuterte in einem Gespräch den Gegensatz zu der vergleichsweise karg ausgestatteten, gegenübergestellten zweiten Vitrine: „[…] ich wollte zwei in meinem Werk stets gegenwärtige Elemente hervorheben, von denen ich glaube, dass sie in jeder Handlung des Menschen enthalten sein sollten: Sowohl das Feierliche der Selbstbestimmung des eigenen Lebens und der eigenen Gesten als auch die Bescheidenheit unserer Handlungen und unserer Arbeit in jedem Augenblick“.

### Ursula Schultze-Bluhm

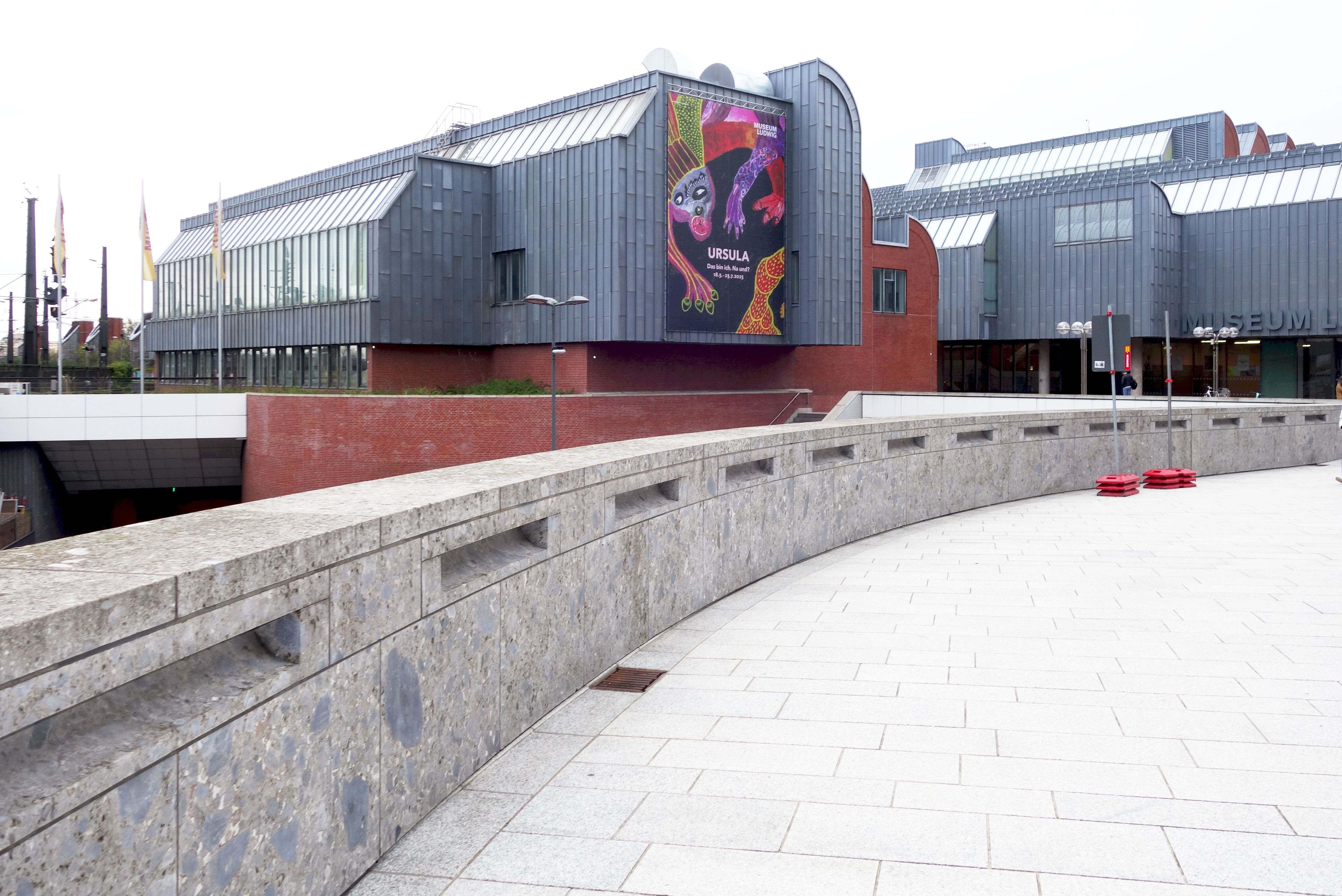
Ausstellung „Ursula, das bin ich. Na und?“ im Museum Ludwig (2023)

Ursula Schultze-Bluhm (1921–1999), Künstlername Ursula, beschäftigte sich als Autodidaktin mit ihren der Volkskunst ähnlichen Arbeiten als Erste in größerem Umfang als andere Künstler mit dem Material Pelz. Seit 1951 fuhr sie regelmäßig nach Paris, wo sie 1954 von Jean Dubuffet für sein Musée de l'Art Brut entdeckt wurde. Art brut definierte man zu der Zeit noch als „die autodidaktische Kunst von Laien, Kindern und Geisteskranken“, später wurde Ursula Schultze-Bluhm, zusammen mit ihrem Mann Bernard Schultze, anspruchsvoller unter dem Stichwort „Phantastische Figuration“ eingeordnet. Zusammen mit Bernard Schultze hatte sie Anfang 1974 im Rotterdamer Museum Museum Boijmans Van Beuningen eine Ausstellung mit dem Untertitel „Träume in Pelzen und Farben“. Über die Herkunft der von ihr während ihrer Laufbahn verarbeiteten Felle und Pelze scheint wenig publiziert zu sein. Ein Farbstiftbild aus dem Jahr 1965, allerdings ohne von Verwendung realem Pelz, trägt den, im Original englischen Titel „Der alte Pelz meines alten Schwiegervaters des Geistes von N.Y.“ (Museum Morsbroich, Leverkusen).
Nachdem es so ausgesehen hatte, als würde Ursulas Werk in Vergessenheit geraten, fand 2023 die Ausstellung mit 230 Werken „Ursula - Das bin ich. Na und?“ im Kölner Museum Ludwig weltweite Beachtung.
In Ursulas Kunst spielt der Akt des Berührens eine wesentliche Rolle. Bei der Verwendung in ihren oft getupft gemalten Bildern hob sie diese damit vom Flächigen ins Räumliche. Im Ausstellungskatalog des Museums Kudwig heißt es 2023, insbesondere zu ihren netzartigen angelegten Zeichnungen, aber auch in der Malerei: „Diese Art der vibrierenden, vexierhaften Formgebung mündet in der Verwendung von Pelz […]“. Von Anfang an kombinierte sie den Pelz mit anderen Materialien. Ihre Beschäftigung mit der Kunst begann damit, dass sie Assemblagen und kleinere Objekte mit Fell, Federn und Haaren anfertigte. Von der Mutter hatte sie als Kind einen Pelzmantel bekommen und vom Vater eine große Zigarettenkiste, daraus entstand ihre erste Pelzkiste.
Besonders markant ist ihr 3,15 Meter hohes, Pelzhaus („Ursula-Pelzhaus“, 1970, Märkisches Museum Witten). Wolfgang Sauré schrieb zu einem Foto, das die Künstlerin im Eingang ihres „Hauses“, auf einem pelzüberzogenen Stuhl sitzend, zeigt: „Von Anfang der sechziger Jahre an weitet Ursula ihr Vokubular aus. Pelze, Pfauenfedern und objets trouvés aller Art, Perlen und glitzernde Steine kombiniert sie mit Malerei und baut sie in Holzkästen und Kabinettschränke ein, die wie Klappaltäre mit Utensilien zu schwarzen, diabolisch-geheimnisvollen Messen wirken. Es zeigt sich darin durchaus ein Hang zum Monumentalen und Raumgreifenden. Das Ursula-Pelzhaus stellt den Höhepunkt dieser Tendenz dar. Es ist ein Gesamtkunstwerk aus Skulptur, Malerei und Environment und wirkt wie ein indisches Pelzzelt für Schlangenbeschwörer und Sakraltänzer. Eine kostbare Behausung, wie einem Märchen aus Tausendundeinernacht entnommen, in der magisch die geheimnisvolle Giftmischerin Ursula thront“ (Environment 1970, Märkisches Museum Witten). – Bereits zuvor, im Jahr 1896, hatte bei der Millenniums-Ausstellung in Budapest ein eindrucksvolles „Pelzhaus“ einige Beachtung gefunden. Es diente damals allerdings, neben dem künstlerischen Anspruch, vor allem dazu, auf die Leistungsfähigkeit der Budapester Kürschnerei Josef Katzer hinzuweisen.
In Namensanlehnung an die Büchse der Pandora, aus der nach griechischer Mythologie alle der Menschheit bis dahin unbekannten Übel wie Mühe, Krankheit und Tod in die Welt kamen, schuf sie diverse Objekte, für die neben der Ausmalung jeweils auch Pelz verwendet wurde. Ein Foto aus dem Jahr 1969 zeigt Ursula sitzend in ihrem „Schrank der Pandora“. „Ich wünschte mir immer, in einem solchen Schrank - wie als Kind im Kleiderschrank der Erwachsenen - nicht nur liegen oder versteckt hocken zu können, sondern in ihm zu leben“ schrieb sie anlässlich ihrer Ausstellung in Aachen 1970.
„Büchse der Pandora“, neben anderem mit Pelz und Vogelbalg (1966, Privatsammlung)
„Der große Schrank der Pandora“ (1966, Museum Ludwig, Köln), mit fünf am unteren Rand hängenden Fuchsschweifen und weiterem Pelz
„Pandorakasten, sprechend“ (1966, Museum moderner Kunst Stiftung Ludwig Wien) mit Tonbandgerät, Pelz und Federn. Das dazugehörende Band ist verschollen.
„Der Pandoraschrank mit den vielen Gesichtern“ (1969/1977, Kolumba, Köln)
„Pandora Pelzkoffer“ (1970, Jahresgabe des Kunstvereins für die Rheinlande und Westfalen, Auflage 50 Stück)
„Der Hosenschrank Pandora“ („Wolfgangs Hose“, um 1970)
„Pandora Tierschrank“ (1972, Kunstmuseum Bonn), ein mit Ölfarbe auf Holz farbig gestaltetes Triptychon mit Pfauen- und anderen Federn, Katzenschwänzen und zwei Iltiskolliers
„Pandoraschrank mit Kopf“ (1973, Museum Boijmans Van Beuningen, Rotterdam), neben anderem mit Pelz und Federn
„Der Pandoraschrank der Idole“ (1980, Museum Ludwig, Köln), innen und außen bemalt, hat ebenfalls die Wirkung eines aufklappbaren Tryptychons. Er beinhaltet unter anderem sieben, teils verschiedenfarbige Fuchsschweife und ein kleines Fellkollier.
„Pandora's Box“ (1996).
„Der Hosenschrank Pandora“ ist eine sargähnliche Installation. Statt einer Leiche ist eine Bundfaltenhose zu sehen, in die Innenwände des aufrecht aufgestellten Objekts ist ein heller Pelz drapiert. Pelz quillt auch aus einer aufgerissenen Hosenseite, sowie „so etwas wie ein aufgerissener Fuchsschwanz“, hinzu kommen weitere Pelz- und Stoffapplikationen.
„Lirads Sarkophag“ (1965-1966, Hamburger Kunsthalle), 50 Zentimeter hoch, besteht aus einem mit verschiedenfarbigen Fellen umkleideten hochkant stehenden Kubus, gekrönt von einer Bronzeinstallation auf fellummantelten Säulen.
Der mit Kaninfell überzogene, mit allerlei Dingen gefüllte „Pelzvogelkasten“ (1968, Museum moderner Kunst Stiftung Ludwig) weist neben der Fellabdeckung dort zusätzlich Federn und Federbälge auf. Auch der farbig bemalte „Turm- und Vogel-Schrank“ (1976-1977, Kunstmuseum Bochum) ist zusätzlich mit Pelz und Federn garniert.
Beim 1,14 × 1,58 Meter großen Ölbild auf Holz, „Dieses Pelzgesicht träumt vom nächsten Jahrzehnt“ (1955/1956, Museum Morsbroich, Leverkusen), ist zentral ein von einem Kleidungsstück abgetrennter Pelz-Schalkragen aus Otterfell eingearbeitet. Erkennbar wurde das Bild, einschließlich der Fellumrahmung, von Ursula erst nach dem Anbringen der Fellteile, an diese angepasst, ausgemalt.
Am für sie typisch farbenfrohen Ölgemälde „Der wilde Jäger“ (1967, Privatsammlung) in einem Spiegelkasten befinden sich, neben anderen Fellarten, Nerzschwänze, aber auch Felle vom Hamster, dem farbenfreudigsten Tier der mitteleuropäischen Wildbahn.
Bei zwei der Ursula bemalten zahlreichen, auch in anderer Installation integrierten, „Kopfobjekte“ (Dietmar/Christian Schneider, Köln) aus dem Jahr 1971, Kunstharzköpfe des Modistengewerbes, besteht das Haupthaar aus Federn, der Pelz ist jeweils kragenartig drapiert. Bei einem wurde offenbar ein bereits fertig vorgefundener Pearl-Nerzkragen verwendet, der von ihr zusätzlich durch vier Marderpfoten ergänzt wurde.
Auf dem Öl-Brustbild „Porträt einer Dame mit Pelz“ (Sammlung Rugo) aus dem Jahr 1968 trägt die Dame oberhalb der entblößten Brüste einen Kragen aus wirklichem Pelz, in der Anordnung fast wie ein Bart wirkend.
Die Rückenansichten der Köpfe der drei Grazien in dem quadratischen, 1,25 Meter messenden Gemälde auf Plexiglas „Les trois Grâces“ (1977, Privatsammlung) sind aus dunklem Fell, ihre Zöpfe aus naturfarbenem Pfotenfell mit Krallen.
Ein mit blauem, gelbem und rotem Fell bezogener, aufklappbarer Hocker entstand 1970. An Pelz sind auf einem Foto des Hockers außerdem etliche angehängte Nerzschweife zu erkennen. Die Deckelinnenseite enthält ein von Fell eingerahmtes Ölbild eines Kopfes. Zu dem Objekt gehört ein roter Styroporkopf mit einer weißen Pelzmütze oder -perücke. In dem Hocker liegen unter anderem Zähne, Modeschmuck, Kunststoffperlen, beschriftete Zettel, eine Pelztierpfote und Rasierklingen. Überhaupt bilden in den Pelz eingebettete Rasierklingen in Ursulas Werken öfter einen bedrohlichen Kontrast zu dem weichen Pelz, der eigentlich zur Berührung verlockt. Ein ähnliches Objekt ist „Der Frauenstuhl“ (1990), aus Öl, Lack, Holz und verschiedenen Fellarten, hauptsächlich Katzenfelle, hier mit einem angehängten Silberfuchsschwanz.
Das Bild „Pelztierfahrrad“ stammt aus dem Jahr 1975. Über dem gegenständlich gemalten Fahrrad mit fantasievollen Rädern sind links ein Fuchskollier, rechts zwei hellfarbige Nerzfelle, jeweils in zwei Halbrunden drapiert, offenbar an die Form der Räder angelehnt.
Mit vielerlei Pelz bezogenen Podeste gibt es bei einigen der Werke Ursulas. In „Ursulas Paravent“ (1977/1978, Kunstmuseum Bochum), insgesamt 1,45 Meter hoch, fallen die aus blauem Kaninchenfell inmitten andersfarbigem Fell angeordneten großen Farbflächen besonders auf. Auf dem mit fantasievollen Figuren bemalten Paravent, Ölbemalung auf Holz, befinden sich zu Knäueln geformte Fellteile.
Verschiedentlich integrierte Ursula nur geringe Mengen Pelz oder Federn in ihre Bilder, trotzdem immer herausstechend und besonders augenfällig. Beim 1 × 1,20 Meter großen, farbigen Ölbild „Das Tier wird die Stadt anfressen“ (1981, Sammlung Rathje Tawereit, Berlin) ist das ein etwa 11 Zentimeter hohes und 25 Zentimeter breites Fellstück am unteren Rand, unter dem Fuß des Fantasietieres. Beim besonders großen Ölbild „Rendezvous der zwei Zentauren“ (1981, 2 × 3 Meter, Museum für Moderne Kunst, Frankfurt/Main) sind die vier hängenden Fuchsschweife dagegen zentral angeordnet, ebenso ein darunter befindliches, längs geknautschtes Kaninchenfell.
Immer wieder wird auf die Ängste hingewiesen, die Ursula mit ihren Arbeiten verarbeitete und humoristisch durchbrach. Auf dem etwa ein Meter hohen Ölbild „Nacht-Mahr“ (1984, Galerie Les Yeux Fertiles, Paris) befinden sich, verteilt an den dargestellten Wesen, zwei Katzen- und zwei Waschbärschwänze, sowie, neben weiterem Fell, einige Fellpfoten.
Ein Auktionskatalog aus dem Jahr 2005 zeigt ein Objekt „Ohne Titel (Fur box with horse)“, ein „farbig gefasstes Spielzeugpferd mit Pelzcollage“ sowie eine „mit Pelz und Metallglocke collagierte Kiste“. Neben dem pelzbekleideten Pferd und einer Messingglocke beinhaltet die mit Fell überzogene Kiste vor allem einige der von ihr gesammelten, immer durch Kürschner bereits fertiggearbeiteten Pelzkolliers. Erkennbar ist ein Fuchsschwanz und drei oder vier, stark gealterte Kolliers von Tierfellen aus der zoologischen Familie der Marderartigen. Die sogenannten Pelzkolliers, die in der ersten Hälfte des 20. Jahrhunderts groß in Mode waren und bis in die Zeit nach dem Zweiten Weltkrieg noch getragen wurden, finden sich häufiger in den Arbeiten von Ursula. Ein als „Mit Pelz und Federn“ bezeichnetes Objekt besteht vor allem aus einem zweifelligen Nerzkollier mit einer darüber angeordneten, runden Nerz-(Kappe?). Auch in ihrer Grafik hat sie sich dieses Motivs bedient.
„Der Mann-Stuhl“ (1990/1991, Kölnisches Stadtmuseum, Köln) und der „Frau-Stuhl“ (1990, Museum Ludwig, Köln) sind zwei üppig mit Pelz ausgestattete, insgesamt jeweils 95 Zentimeter hohe Objekte. Die Mann- und Frau-Figuren sind als Silhouetten aus Holzbrett ausgeschnitten, beidseitig lackiert und teils vergoldet, mit Pelzapplikationen. Davor steht ein Hocker, alles auf einem Podest, Hocker und Podest mit den verschiedensten Pelzarten patchworkartig bezogen. Im Jahr 1992 entstand die ähnliche Plastik „Wilder Mann“ (Museum Ludwig, Köln), zwei bunt bemalte, mit Pelz garnierte, aus Holzbrett ausgesägte Figurensilhouetten auf einem pelzbezogenen Sockel.
Das Brustbild „Das bin ich. Na Und?“ (1995, Sammlung Norddeutschland) gab der großen Ausstellung ihrer Arbeiten im Jahr 2023 in Köln ihren Namen. Ursula ist mit einem, in ihrer Malart typischen, kleingemusterten Stoff bekleidet, als einzige Zugaben werden ihre Brüste zusätzlich von zwei Fellteilen übergedeckt, sowie dazwischen eine Pfauenfeder. Bereits 1966 entstand die Plastik „C'est moi - Das bin ich“ (1966, Museum Ludwig, Köln), ein Frauenkopf auf rotem Ständer, mit mehrartigen Federn und Pelz.
Wolfgang Sauré fasste zusammen: „Pelzcollagen stellen für Ursula Malerei mit anderen Mitteln dar. Sie sind vieldeutig und symbolisieren Animalisch-Triebhaftes, zudem Sinnlich-Weiches, dann Urmütterliches und zugleich deren Gegenteil: Das Verschlingende, kastrativ Bedrohende, worauf auch in den Fellfalten verborgene Eisennägel und Rasierklingen hinweisen. Chiffren und Mittel der Erwachsenen, gegen deren Welt Ursula sich auflehnt, mit ihrem kindlichen Unbehagen in der Technik-Kultur. Die ganze Menschheit sollte in einem Ursula-Pelzhaus Zuflucht nehmen. Verzauberung und Aggressivität, Sensualität und Sadismus, liegen bei Ursula dicht beieinander. Samtpfoten und Krallen, Hexenmagie …“

### Günter Weseler
Atemobjekt (Video)
Externer Weblink
- https://vimeo.com/60092849

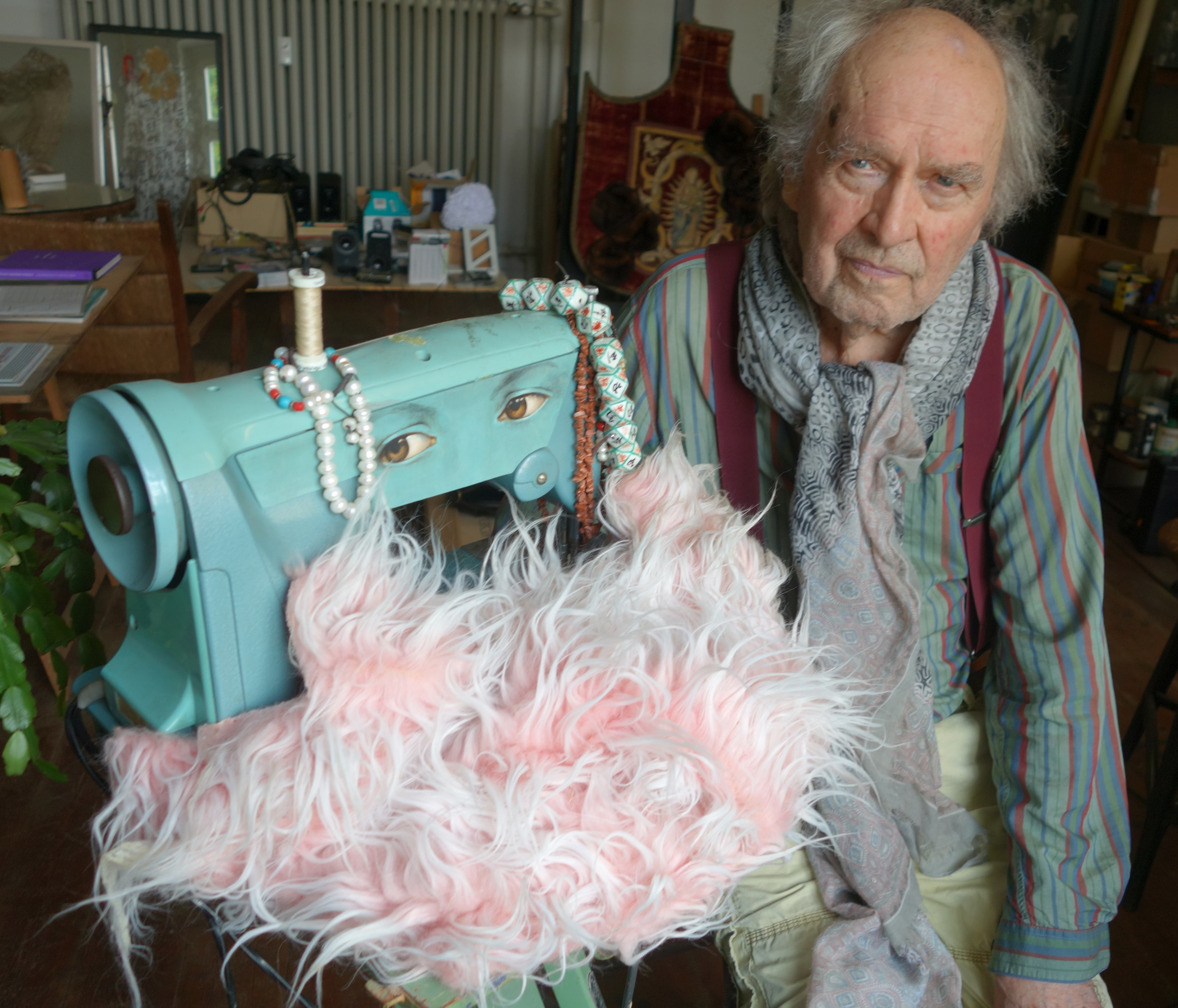
Günter Weseler und „La Belle et la Bête“ (2018)

Günter Weseler (1930–2020) gab seit 1966 den ehemals in den Fellen steckenden Tieren, die er „New Species“ nennt, ein erneutes Leben. Seine „Atemobjekte“ lassen zwar nicht mehr das Tier in seiner Form erkennen, sind jedoch auf geheimnisvolle und häufig beunruhigende Weise lebendig. Die ersten seiner kinetischen, halbkugelförmigen Fellobjekte platzierte er an eine Wand. Mit der Erkenntnis, dass es sich ja eigentlich um Tiere handele, setzte er sie dann an verschiedene Orte, in Zimmerecken, oder zum Beispiel, in Anlehnung an Daniel Spoerris Eat Art, auch eingefressen in ein Brot. Es blähen sich die „Tiere“ nicht einfach nur auf, sondern das Atmen bewegt sich durch den Körper, ist ungleichmäßig, macht Pausen und ist gegenüber der Natur stark verlangsamt, Einatmen und Ausatmen findet nicht für sich, sondern in Einem statt. Die Fellhaufen nehmen dabei, je nachdem in welcher Umgebung sie gezeigt werden und nach Person und Befindlichkeit des Betrachters, einen ganz unterschiedlichen, oft verstörenden oder sogar bedrohlichen Charakter an. „Erst das Einbringen dieser kinetischen Felle in den Zusammenhang assemblagehafter Gestaltungsprinzipien oder raumokkupierender Environments eröffnet die ganze Spannweite an Bedeutungszusammenhängen und Interpretationsmöglichkeiten zwischen Magie, Alchemie, Schock, Symbolik, Geheimnis und Witz……“
Waren es anfangs Einzelobjekte, ging Weseler bald zu größeren Installationen, „Überwucherungen“ von Wänden, über. Die Materialien, die er sich selbst besorgte, waren zu Beginn Hasen- und Rexkaninfelle, hinzu kamen bald zottige Schaffelle, vor allem von jugoslawischen und isländischen Schafen und Heidschnucken. Um seine Objekte preiswert herzustellen, überzog Weseler sie eigenhändig mit Fell.
Im Jahr 1969 schuf er ein Ensemble von fünf von der Decke hängenden Vogelkäfigen, in denen sich jeweils ein atmendes Schaffellwesen befand. Weseler setzte seine Wesen in einen Ausguss, auf einen verschlissenen Gobelin (1980), „als Geschwulst an den Hals einer Frau oder als Nachtmahr in ein Kinderbett“. In den ersten Atemobjekten diente ein VW-Scheibenwischermotor als Antrieb. Hintergründig ist jeweils die Mechanik zu vernehmen, teils sind die Werke jedoch mit überdeckenden Geräuschen unterlegt. Aus dem tierbesetzten Ausguss hört man ein „ziehendes Schlürfen“, am „Hof des Pan“ ein „bukolisches Geläut“. Für diese Effekte und für das mechanische Innenleben aus motorbetriebenen Steuerscheiben und Hebeln kam ihm sicherlich die von ihm absolvierte Ausbildung zum Rundfunkmechaniker zugute. Im „Hof des Pan“ befindet sich in einem metallenen Kinderbett ein „Kopfatmer“ (1967–1974), von einer Celluloidpuppe sind nur die Arme und Beine zu sehen, der Körper und übergangslos die Stelle des Kopfes bildet ein Hasenfell. In einer Kinderwiege liegt neben dem Kopf des Kindes, kuschelig und gleichzeitig bedrohlich, eines seiner Atemwesen (Pelzimitat?, 2011; Ausstellung „Fly me to the moon“, 2013). Als eine Anspielung an die Oppenheimsche Pelztasse kann man eine zerbrochene Tasse ansehen, in der sich eines seiner Pelzknubbel niedergelassen hat. Die Anregung für dieses Objekt „We'll tak' a cup o' Kindness …“ (1975) kam jedoch von einem einarmigen Düsseldorfer Kunstsammler, der verschiedene Künstler eingeladen hatte, Tassen zu verarbeiten.
In einer unlimitierten Auflage kreierte Weseler im Jahr 1969 ein „Objekt für Atemtraining“, eine fellüberzogene Kunststoffdose mit einem Luftballon. Zu diesem Multiple-Objekt schrieb Peter Schmieder: „Handlung und Bewegung sind zentrale Begriffe beim Erfahren dieser Arbeit von Weseler. Ohne das aktive Blasen kommt der Benutzer der Arbeit nicht aus. Wesentliches Ergebnis der Benutzung ist die Bewegung, die durch das Blasen des Ballons und das Entweichen der Luft aus ihm entsteht. Es handelt sich daher um ein Objekt, welches ohne Benutzer überhaupt nicht vollständig stattfindet“.
Ein Besucher von Weselers Atelier in Düsseldorf berichtete Anfang 2008 in der Westdeutschen Zeitung: „Ein bisschen gruselig schaut das Milieu noch heute aus. An der Wand hängt ein zottiger Pelz, wattiert durch grünlichen Schaumstoff, durchlöchert mit einem Schweißbrenner. Das Fell-Ergebnis stößt wie ein Asthma-Kranker auf fiese Weise Luft aus und schiebt dabei den Schaumstoff durch das gebrannte Loch im Pelz. Ein freigelegtes Herz scheint da zu klopfen. Vor rund 40 Jahren war das ein Schock. Auf einem Baumstamm wirkt so ein atmendes Fell wie ein Parasit, im Kinderbett eher grausam, in der Grasmatte ein klein wenig lustig.“
Günter Weseler starb am 26. September 2020.

### Inge Prokot
Die Elefantengruppe auf einem Schallplattencover
Externer Weblink
- https://www.discogs.com/Gunther-Klatt-Elephantrombones-Live-At-Jazztage-Leverkusen/release/11141455

Inge Prokot (* 1933 in Köln; † 12. April 2012) war eine Kölner Grafikerin, Plastikerin und Objektkünstlerin. Sie war seit 1955 freiberuflich als Künstlerin tätig. Ihre Ideen und auch Materialien holte sie sich aus der Natur (Felle, Knochen), verband sie aber auch mit künstlich entstandenen Produkten (Dachpappe und andere Materialien). Pelz spielte dabei häufig eine wesentliche Rolle. Besonders auffällig und aus ihren Arbeiten hervorgehoben sind ihre übermannshohen Rüsseltiere aus weißem Schaffell. Wie sie schrieb, hegte sie für eine Vorliebe für Elefanten.
Eine Veröffentlichung anlässlich einer Ausstellung im Jahr 1978 in der Kunstsammlung des Museums Bochum zeigt folgende, nicht datierte Arbeiten mit Fell:
- Elefanten
  - Elefantengruppe (Soft-Skulpturen), dreizehn Wesen aus weißem Lammfell, vor allem durch ihre überlangen Rüssel als Elefanten zu identifizieren. Das Innere der Körper besteht aus massiven Baumstämmen, die Augen und Rüsselenden aus Metallfundstücken. Zu der im Rheinischen Landesmuseum Bonn ausgestellten, mit weißen Lammfellen unterlegten Installation ertönten im Kölner Zoo aufgenommene Elefantenstimmen. Inmitten der 130 Zentimeter bis zu etwa dreieinhalb Meter hohen Tierskulpturen ist auf einem Foto Ilse Prokot abgebildet.
  - Einzelner Elefant in verschiedenen Positionen, Teile einer Fotosequenz. Gezeigt wird ein auf einem weißen Sockel stehender Elefant. Der Korpus ist wiederum mit reinweißem Lammfell ummantelt. Wie alle ihre Elefanten weist auch er keine Extremitäten oder einen Schwanz auf. Er besteht nur aus dem, durch den Baumstamm säulenartigen Rumpf, den durch die Metallaugen erkennbaren Kopf und einem langen Rüssel mit dem Abschluss durch ein Metallteil, hier durch zwei Rohransätze auf einem Blechstück das Rüsselende darstellend. Auf vier Aufnahmen verändert sich nur die Haltung des flexiblen, überlangen Rüssels, bis hin zu einem Knoten.
  - Ein Weißer Elefant mit Lammfellhaut hat als Augen Uhrenzifferblätter und als Rüsselende ein Eternitteil. Er ist 130 Zentimeter hoch, der Rüssel ist viereinhalb Meter lang.
  - Ein zweiteiliges und ein dreiteiliges Rüsselbild bestehen nur aus weißen Lammfellrüsseln mit Metallfundstücken an den Rüsselenden, die auf mit weißem Lammfell bezogenen Holzplatten montiert sind. Das zweiteilige Bild mit einer durch vierzehn, in den Kanten in der Urform belassenen Lammfelle belegten Rückseite, ist etwa 125 × 240 Zentimeter groß, die mit Füllstoff versehenen Rüssel sind etwa zwei Meter lang. Jedes Teil des dreiteiligen Werks steht auf einer Grundplatte von etwa 1 × 1 Meter.
- Stelen
  - Lammfell- und Ziegenfell-Stelen, zwei Gruppen, weißtonig und brauntonig, mit zusammen sieben Säulen massiver Baumstämme, die mit geflecktem Fell ummantelt sind. Die Stelen sind etwa 120 Zentimeter hoch und haben einen Durchmesser von etwa 22 Zentimeter.
  - Eine Gruppe Fellstelen, etwa 27 Baumstämme, jeweils überzogen mit Ziegenfellen, Kalbfellen und Kaninchenfellen.
  - Aus einer Serie schwarz-weißer Lammfell-Stelen, fünf Stelen mit schwarzem und weißem Lammfell ummantelt, Farbwechsel zweimal in halber Höhe, dreimal weiß im oberen Drittel.
  - Lederstelen I, II, II, patchworkartig ummantelt mit brauntonigen Lederteilen, offenbar teilweise aus gebrauchter Lederbekleidung. Die Lederstücken sind durch markante Randbenagelungen verbunden. Zumindest eine der drei Stelen weist Fellanteile auf. Die Ummantelung der Baumstämme wird teilweise durch Astansatzstücken unterbrochen.
  - Eine Feder-Stele, wie alle übrigen Stelen aus einem massiven, 130 Zentimeter hohem Baumstamm, hat einen tief fallenden, haubenartigen Aufsatz aus Hanfsträngen, Federn, Fasanenfellen, Leopardkatzen-Schwänzen und anderem Fell, Kieferknochen und Metallteilen.
  - Eine Kabel-Stele, ein 110 Zentimeter hoher Baumstamm, mit weißem Lammfell ummantelt, mit einem vierzig Zentimeter langem, kopfartigem Aufsatz aus weißem Kunststoff, gebündelten und verschweißten Kabelenden.
  - Die Objekt-Stele mit Autoreifen aus der Reihe der gehörnten Stelen besteht ebenfalls aus einem mit weißem Lamm ummantelten Baumstamm, mit einem hervortretenden Nasen- oder Kopfteil und einem Gehörn aus einem halben Autoreifen. Bei der Stele Kleiner röhrender Hirsch ist der Stamm mit Hirschfell überzogen, Kopf und Geweih werden aus einem Benzintank und einem Holzrechen gebildet. Der zweieinhalb Meter hohe Große röhrende Hirsch ist ausnahmsweise vierbeinig. Die stämmigen Beine tragen als Körper eine Zinktonne, die von einem darüber liegenden braunen Fell verdeckt wird. Der Hals ist aus Ofenrohren und der Kopf ein Hirschschädel mit Geweih. Im Körper befindet sich ein Tonbandgerät mit der Stimme eines röhrenden Hirsches. Die Räderstele gleicht mit ihrem Nasenteil dem Kleinen röhrenden Hirsch, an dem Brustteil ist ein Nummernschild mit einer Duisburger Autonummer, am oberen Teil befinden sich zwei Fahrrad-Räder, mit einer Achse gegenüberliegend verbunden, die Reifen sind wie der Rest der Stele mit weißem Lammfell überzogen.
  - Der Stamm der mit vielen Fundstücken versehenen Saugerstele ist nicht fellbezogen. Die Augen sind aus räderartigen Holzteilen, darunter Kastagnetten als Tränen. Die Brüste sind Gummi-Abflusssauger, in passender Höhe ist ein Dessoushöschen angebracht, direkt darüber hängt ein Monokel. Für die Kopfhaare wurden Waschbärfelle mit den daran hängenden Schwänzen verwendet.
- Sonstige
  - Schuhassemblagen ist eine Reihe von sechs Objekten betitelt, die sämtlich eine weiße Fellunterlage haben, aus Lamm, Kalb oder Kaninchen. Sie tragen die beschreibenden Namen Silbernes Kiefernknochenschuhprofil, Silberschuhgesicht, Gehörntes Pantoffelgesicht, Schwarzes Schlittschuhprofil, Dynamoschuhprofil und Boxhandschuhgesicht.
  - Das Große Pelzbild, weißes „Kalbfell“(?) faltenreich auf eine Holzplatte montiert, hat die Maße 80 × 110 Zentimeter. Darauf befinden sich Schwemmholzfundstücke.
  - Die Pelzassemblage in Gesichtsform besteht aus einer ebenfalls 80 × 110 Zentimeter großen Holzplatte mit weißen und schwarzen Kaninchenfellen, auf denen schwarze Fellstücken, Schwemmholzfundstücke und tierische Kieferknochen montiert sind.
  - Neun quadratische oder rechteckige „kleine Objekte“ heißen „Katzenkopfobjekt“, „Kakadufedergesicht“, „Flaschenhalsgesicht“, „Schildkrötengoldschuhgesicht“, „Vampir“, „Schwarzes grünäugiges Katzengesicht“, „Knochennasengesicht“, „Waagennasengesicht“ und „Kilometerzählerköpfchen“. Alle haben einen, unterschiedlich großen, Pelzanteil. Das gilt auch für 18 weitere abgebildete, größtenteils ähnliche Objekte.
  - Das letzte Foto des Werks zeigt den Objektkasten „Beckenknochengesicht“. Nase und Augen werden durch grobporige Schwemmsteine gebildet, der Mund ist ein Beckenknochen, den Rest des Antlitzes bilden Schwemmäste und Fellstreifen.[56]

### Joseph Kurhajec
Acht Arbeiten von Joseph Kurhajec
Externer Weblink
- https://www.rogallery.com/artists/joseph-kurhajec/

Joseph Kurhajec (* 1938 in Wisconsin) ist ein amerikanischer Bildhauer, wohl zuletzt in Frankreich lebend, der viel auch mit Pelz gearbeitet hat. Eine Besonderheit seiner Vita im Verhältnis zum Pelz ist, „dass Kurhajec auf einer Nerzfarm in Wisconsin aufwuchs, wo er als Kind in ständigem Kontakt mit dem fatalistischen Lebenszyklus vom liebenswerten Kätzchen bis zum schicken Nerzmantel war“. Seit den 1960er Jahren werden seine Werke in Amerika und diversen Ländern Europas gezeigt. Ein häufiges Thema seiner Arbeiten war eine organische Form, die in Fell und/oder Leder gehüllt und mit Seilen oder Riemen festgebunden war. 1963 stellte die Allan Stone Gallery in New York eine Gruppe seiner Fetischfiguren aus, 1965 noch einmal in einer Einzelausstellung. Ein Großteil seiner Arbeiten waren Collagen, in denen er neben vielen anderen eindrucksvollen und ausgefallenen Materialien, wie beispielsweise Tierschädeln und -hörnern, auch Pelz verwendete.
In der Ausstellung „Fur & Feathers“ im Jahr 1971 im Museum of Contemporary Crafts of The American Contemporary Crafts of the American Crafts Council, New York City, wurden Arbeiten aus dem Jahr 1920 von ihm gezeigt, unter den Titeln „Climbing Column“ und „Pregnant Column“. Sie zeigten drei geschwungene, aufragend schwanzähnliche Konstruktionen aus Stahl, die mit Affenfell aus getragener Kleidung bezogen waren.

### Cora Fisch

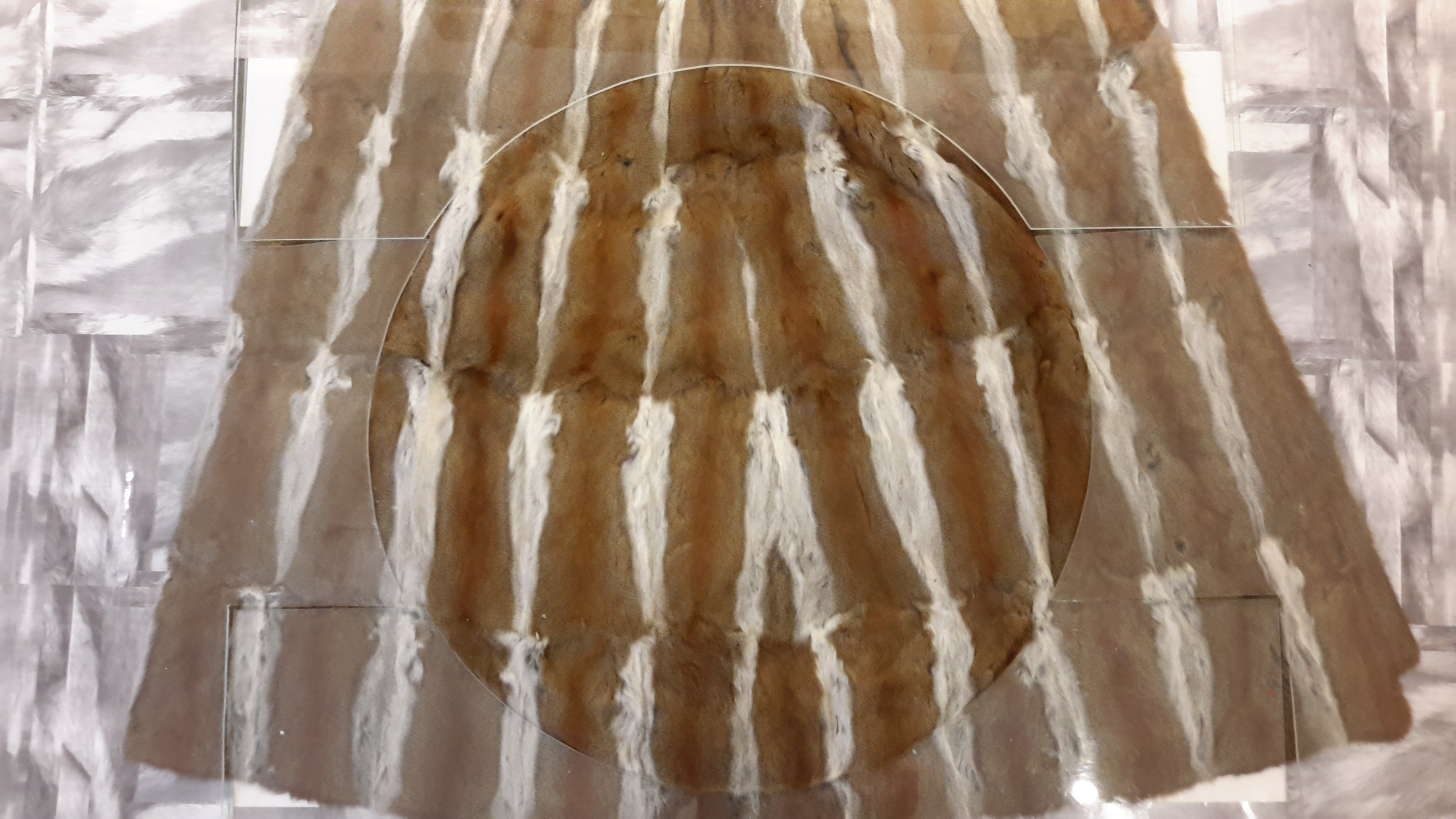
Aus „Die Quadratur des Pelzes“, Cora Fisch (2018)

In einer Ausstellungseinladung des Jahres 2003 von Cora Fisch (* 1952) taucht erstmals in einer Überschrift für die Arbeiten mit Fellwerk der Begriff „Pelzkunst“ auf, obwohl die Künstlerin es ungern sieht, wenn ihre Arbeit auf diesen Begriff reduziert wird. Cora Fisch war wohl auch die erste Künstlerin, die bewusst alte, von ihren Besitzerinnen abgelegte Pelze als Material der Kunst einsetzte – sieht man von dem eher zufälligen Beuys'schen Luchsmantel einmal ab.
Im Jahr 1995 begann Cora Fisch, sich mit dem Material Pelz und dem abgelegten Pelzmantel als „künstlerische Herausforderung und Ausdrucksmittel“ zu beschäftigen. Sie schuf eine „fiktive rituelle Behausung, gefertigt aus Persianermänteln der Berliner Trümmerfrauen“, die sie „Persianer rasiert“ nannte. Sie schrieb dazu: „Immer wieder habe ich stinkige, alte Persianermäntel rasiert, ihnen das Futter und alles ‚menschliche‘ entfernt und [um] dann im nackten Pelz ein Materialmysterium zu finden, welches den archaischen Urgrund freilegt und zur Transformation erweitert: Tierform - Menschliche Form - Abstrakte Schau“.
Bereits im Herbst 1999 ging sie mit drei Plakatwänden aus Pelz, die sie als „Wärmereserven im Wertewandel“ bezeichnete, in der Berliner Invalidenstraße, nahe dem Lehrter Bahnhof in den öffentlichen Raum. Zeitweise saß sie in der Nähe und ließ sich dabei zusehen, wie sie die alten Pelze zertrennte. Dabei bot sie an: „Cora Fisch tauscht auch Ihren Pelzmantel gegen ein KunstObjekt Ihrer Begier.“
Im Sommer 2012 zeigte die Kunsthalle Wodrow in Mölln (Mecklenburg) ihre Installation „Fell im Feld“, ein Gatter aus sechs Eisenträgern in der Art eines Hindernisparcours, mit Pelzen verschiedener Fellarten bezogen, inmitten blühenden Löwenzahns. Direkt anschließend beteiligte sie sich an einer Gemeinschaftsausstellung im Wasserspeicher Reservoir VII in Berlin, Prenzlauer Berg. Passend zum Ausstellungsraum war das Thema „Ueberfluss“ vorgegeben. Cora Fisch nannte ihren Beitrag mit üppig hervorquellenden Pelzen „Pelzstromland. Fühlen was ist“; in der sozialistischen Tageszeitung Neues Deutschland als „Pelze als Sinnbild für Luxus“ gedeutet.
Ganz nebenbei verweist Cora Fisch immer wieder auch auf die Vergänglichkeit von Pelz. Sie berichtete, dass sie 2010 etwa 60 völlig marode, vermottete und verlassene Pelzmäntel zum 17. Internationalen Bildhauerworkshop auf dem Skulpturenpark Katzow in Mecklenburg-Vorpommern brachte, dort aufgetrennt und „von allem ‚Menschlichen‘, sprich Futter, Knöpfe, Taschen befreit“ hat. „Dann habe ich ein 460 cm hohes Holzskelett mit dem Fell bespannt, gepolstert und mit Maschendraht gesichert. Nachdem die Vögel reichlich Fell aus der Skulptur gezupft hatten, wurde sie abgebaut, auf die Erde gelegt, den Jahreszeiten und Feuer ausgeliefert entwickelte sie neues Leben“.
Mit der „PelzKunstAktion“ „ResonanzFELLd“ des Jahres 2015 in der Stadt Demmin erinnerte sie an die in ihrem Umfang wohl einzigartige Selbsttötungswelle der Demminer Bürger nach dem Einmarsch der Roten Armee am 1. Mai 1945. Auf einer 17 Meter langen, 40 Quadratmeter großen Bodenskulptur wurden etwa 5000 Tulpenzwiebeln mit je einem Fellstückchen als „organischer Dünger für die Tulpenzwiebel“ vergraben: „Im Frühjahr 2015, 70 Jahre nach den Schrecken des Kriegsendes, führt eine blühende Blumenwelle als ‚ResonanzFELLd‘ in die Peene, zu einem bewußten, im Sinne eines WerteWandels reflektierten Angedenkens“. Im Jahr 2020 wurde entschieden, das Tulpenbeet weiterhin mit Pflanzen zu bestücken.
In der Ausstellung „Die Quadratur des Pelzes“ in Berlin im Jahr 2018 sind nicht nur die verschiedenen Fellarten als Bildmittel eingesetzt, sondern auch deren häufig sehr überraschend strukturierten Rückseiten mit ihren vielen Nähten, Formen und unterschiedlichen Farben des Leders der einzelnen Fellstücken.
Für die „Spiegelung des Großen Bären“, wieder in Katzow, Vorpommern, montierte oder legte sie 2018, nach ihrer Beschreibung, aus Fellteilen auf „fünf Metallplatten ausgebrannte Sternenmotive, die das abstrahierte Sternbild des "Großen Bären "symbolisch spiegeln, sind mit Pelz gefüllt“.

### Thomas Grünfeld

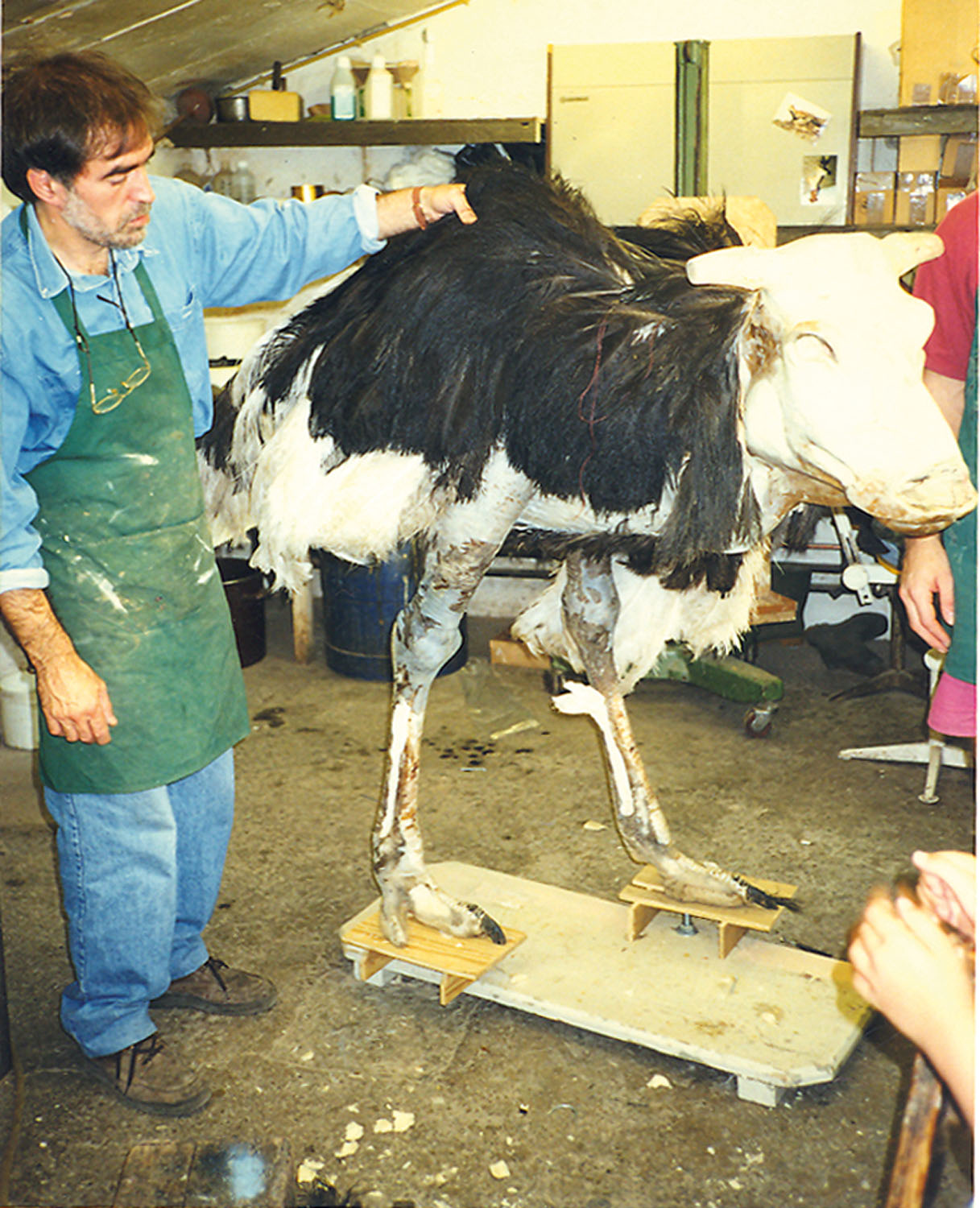
Der Präparator an einer Arbeit der Werkgruppe „misfits“ von Thomas Grünfeld

Thomas Grünfeld (* 1956) steht, neben Deborah Sengl, stellvertretend für eine ganze Reihe von Künstlern, die präparierte Pelztiere in ihre Arbeiten mit einbezogen. Mit Skulpturen tierischer Mischwesen aus Ende der 80er Jahre begonnenen Werkgruppe „misfits“ erlangte er besondere internationale Aufmerksamkeit. Aus Bälgen verschiedener Tierarten ließ er überraschende, kuriose Präparate scheinbar neuer Wesen erstehen. Seine Werkgruppe „misfits“ (1989–2013) wurde 2013 als „noch nicht abgeschlossen“ erwähnt.
In England, wo seine Werke besonders populär sind, erzählte Grünfeld, wie er auf den Gedanken kam, mit Tierhäuten zu arbeiten: „Ich sah einen ausgestopften Spatz auf einem Kricketball im MCC Gentleman's Club in London. Auf der Tafel stand so etwas wie: Dieser Spatz wurde an diesem Tag von einem Cricketball während eines Spiels getötet. Ich stellte ein Teil mit drei Spatzen auf drei Cricketbällen in einer Vitrine her. Seit dieser Zeit (1988) dachte ich, es könnte als eine nette Metapher der englischen Mentalität funktionieren.“ Anlässlich einer Ausstellung in seiner Geburtsstadt Leverkusen im Jahr 2013 berichtete Grünfeld, wie es zu der werkgruppee „misfits“ kam: „Ich habe vor langer Zeit im Schaufenster eines Kölner Ladens eine ausgestopfte Bisamratte gesehen, die mit einem ebenso ausgestopften Hahn rammelte – und mir gleich gedacht: Das ist eine tolle Idee! Etwas in der Art muss ich auch mal machen! Allerdings musste ich zuerst einmal warten und ein Konzept entwickeln. Denn: Einfach so auf Wolpertinger zu machen, das war mir zu profan. Ich wollte schon einen zeitgenössischen Anker haben. Und als dann Ende der 80er Jahre das Thema Genmanipulation aufkam, hatte ich ihn endlich.“ Allerdings wollte er seine Werke dann doch nicht als Kritik an der Genmanipulation verstanden wissen. Auf die Frage, welche der Kombinationen seiner Meinung nach die Menschen am meisten verstörten, sagte er: „Die, in denen ich Haustiere miteinander kombiniere – weil sie eng am Menschen dran sind. Mit ihnen befinde ich mich noch ganz scharf auf einer Ebene der Allegorie, der Anspielung. An den Menschen selber kann ich ja nicht rangehen. Das wäre zu hart. Also gehe ich an die ran, die ihm am nächsten stehen: seine Haustiere“. Bei einer ersten Ausstellung 1990 in einer Londoner Galerie provozierten die »Misfits« noch heftige Proteste von Animal-Rights-Aktivisten, und anderen, die ihm vorwarfen, er wolle die Genmanipulation verherrlichen, so dass die Galerie Polizeischutz bekam.
Grünfeld erwarb zunächst das Hahn/Ratten-Tableau und stellte es, ohne etwas daran zu ändern, als Ready-made im Kunstkontext aus. Im Jahr 1989 begann er in der Art einer Collage Tierzwitter zusammenfügen zu lassen, wie: Ratte und Kaninchen (1990), einen Fohlenhund (1996), Flamingohund (1998), Jungbulle und Strauß, Giraffe-Strauß-Hund (2000), Schwan-Nutria-Esel (2000), Hirsch-Giraffe (2006), ein Lamm mit dem Körper einer Bulldogge, eine Eichhornnixe mit Fischschwanz, Fuchs und Katze, Eichhörnchen und Papagei oder Wellensittich und Küken. Bis zu sechs verschiedene Tierarten ließ er, scheinbar nahtlos, zu einem einzigen Exemplar vereinen.
Mit der technischen Ausführung der Arbeiten beauftragte Grünfeld die holländischen Tierpräparatoren Bouten & Zoon, die bereits in vierter Generation ihr Handwerk ausüben. Die Pelzfelle und Vogelfelle stammen aus Aufträgen, die Boutons von Zoos, anderen Instituten und Privatleuten bekommen, wovon sie ständig etwa 500 Exemplare gekühlt vorrätig halten. Zur technischen Durchführung fand Grünfeld heraus, dass Federhäute über die Pelzfelle gesetzt eine unsichtbarere und damit glaubwürdigere Verbindung in einem Objekt ergaben als umgekehrt (Vogelkopf auf Pelztierrumpf). Das Innere besteht aus Ton, Holz, Wolle und Garn. Leontine Coelewij, Kuratorin des Amsterdamer Stedelijk Museums of Modern Art, stellte 2015 rückblickend fest, dass mit den Werken von Thomas Grünfeld die Taxidermie als Handwerk und in der Kunst zu neuer Blüte gelangte. Die Künstler „möchten wichtige Fragen darüber aufwerfen, wie wir mit der Natur in Beziehung stehen - und wie wir mit der Natur umgehen und die Natur nutzen“.
Zur Frage nach der Schönheit seiner Tierwesen erklärte Thomas Grünfeld 2008: „Kunst ist immer über Schönheit. Ich entwerfe sie absichtlich so, manche sind ‚schön‘ (geschmackvoll), manche sind absichtlich ‚hässlich‘. Was ich zu erreichen versuche, ist, jeder Skulptur Würde und (als einen Gesamteindruck) Melancholie mitzugeben. Sie sollen in sich ruhen“.
Die Stiftung Schloss und Park Benrath in Düsseldorf hat ihm vom 11. April bis 26. Oktober 2025 unter dem Titel „Freaks of Nature – Thomas Grünfeld & die Faszination von Mischwesen“ eine umfangreiche Ausstellung gewidmet.

### Martin Margiela
Ur-Stola
Externer Weblink
- https://www.faz.net/aktuell/feuilleton/kunst/martin-margiela-ausstellungen-in-paris-15634686/nicht-die-pelztasse-sondern-15634692.html

Martin Margiela (* 1957) ist ein belgischer Modedesigner, seine Werke sind eigentlich nicht der (reinen) Pelzkunst zuzurechnen. Durch zahlreiche Ausstellungen, beispielsweise in Museen, ist Margiela jedoch in der Kunstwelt fest etabliert. Der selbst nicht öffentlich in Erscheinung getretene Designer studierte an der Antwerpener Königlichen Akademie der Schönen Künste, durch seine intellektuell-avantgardistischen Modekreationen erlangte er internationale Bekanntheit. Ende 2009 zog sich Margiela ins Privatleben zurück.
In der, mit dem aus der Philosophie entlehnten Begriff als „Dekonstruktion“ bezeichneten, Technik ließ Margiela Kleidung wieder auseinandernehmen und machte ihre Innenseiten und ihren Konstruktionscharakter sichtbar. Im Pelzbereich ist seine schlichte, archaische „Ur-Stola“ von besonderer Bedeutung, die in der Zeit entstand, in der er für Hermes mit völlig gegensätzlichen, elegant-konservativen Kollektionen tätig war (1997–2004), ein einfaches, grob zugeschnittenes, ungefüttertes Oval, dessen oberes Teil auch als Kapuze getragen werden kann. Im Jahr 2018 wurde sie, wohl aus Seefuchsfell gearbeitet, im Pariser Musée Galliera gezeigt.

### Nina Stähli

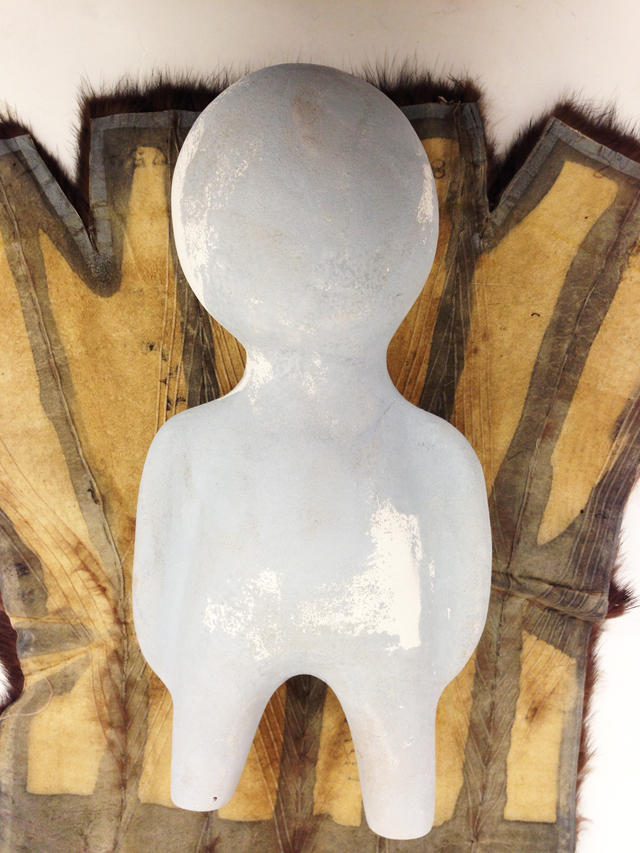
Aus „Glory Land“, Nina Stähli (2015)

Nina Stähli (* 1961), eine in Mendrisio lebende Schweizer Künstlerin, hat, wie vor ihr schon Cora Fisch, im Jahr 2015 zertrennte, getragene Pelze verwendet. Ein Jahr später stellte auch Simon Fujiwara Arbeiten aus alten getrennten Pelzmänteln aus. Bei Nina Stähli war der Pelz jedoch nur Beiwerk zu anderen Arbeiten, ohne dass sie ihn nach dem Zertrennen, zum Teil bis in seine Fellteile, noch einmal wesentlich bearbeitete.
Zuvor schon, im Jahr 2012, zeigte sie den „Narcissus“, ein Korpus mit einem Schweinekopf. Auf dem Rücken und in der Art eines Kragens ist ihm ein aus Nerzpelzteilen entstandener Umhang übergelegt.
In den verschiedenen Installationen „Glory Land Sculpture“ drapierte Stähli fast oder ganz einfarbige, puppenähnliche Torsen mit glatter Oberfläche auf, um und vor zertrennter naturbrauner Nerzkleidung. Die Pelze sind teilweise noch deutlich als ehemalige Ärmel oder Kragen zu erkennen. Großteils mit der Innenseite nach oben gezeigt, sind auf Fotos die dicht an dicht liegenden Auslassnähte zu sehen, bei anderen Teilen die Zusammensetznähte von Nerzkopfstücken, die Ledereinfärbungen durch den Kürschner und die Spuren des abgelösten Bändelbands (2015). In „Gridlock Exhibition“ ordnete sie Nerzpelzteile, Nerzschwänze, Graufuchsfell und offensichtlich aus einer Mütze stammendes Blaufuchsfell, teils zusammen mit den Torsen, in ihrem Schauraum an (2015). Bei der Performance und Ausstellung „Monkey Business“ trugen die Protagonisten Affenköpfe mit Kunsthaarperücken. In die Ausstellung waren schwarzgefärbte Pelzteile, wohl aus Blaufuchsfell, integriert (2015). Im Jahr 2024 war ihr „Narcissus“ aus weißem Kaninfell im Vögele Kultur Zentrum in Pfäffikon SZ in der Ausstellung „Der helle Wahnsinn – Das Leben jenseits von Normen“ mit ausgestellt.

### Kate Clark
Die Amerikanerin Kate Clark (* 1972) aus Brooklyn, New York arbeitet in der Art klassischer Präparatoren. Ihre erste Einzelausstellung hatte sie 2008 in der New Yorker Claire Oliver Gallery. Ihr Zebra mit dem Titel „She gets what she wants“ (2013) hat zwar einen Fellkopf, im Unterschied zu dem Werk von Deborah Sengl mit dem löwenähnlichen Kopf weist das Gesicht menschliche, weibliche Gesichtszüge auf. Diese Art der Verfremdung mit aus Ton hin zum Menschen ummodellierten, manchmal zusätzlich in Teilen rasierten Köpfen, wendet sie auf verschiedene Tierarten an.
Kate Clark nutzt bewusst Felle, die leicht beschädigt oder im Leder eigentlich zu trocken sind. Diese Materialien sind von traditionellen Präparatoren weniger geschätzt, insbesondere wenn die Kopfpartien in schlechtem Zustand sind. Clark dagegen macht die Reparatur- und Umformnähte bewusst sichtbar. Sie nimmt nicht selbst an der Jagd teil und bittet, Tiere nicht extra für ihre Kunstwerke zu jagen.

### Deborah Sengl

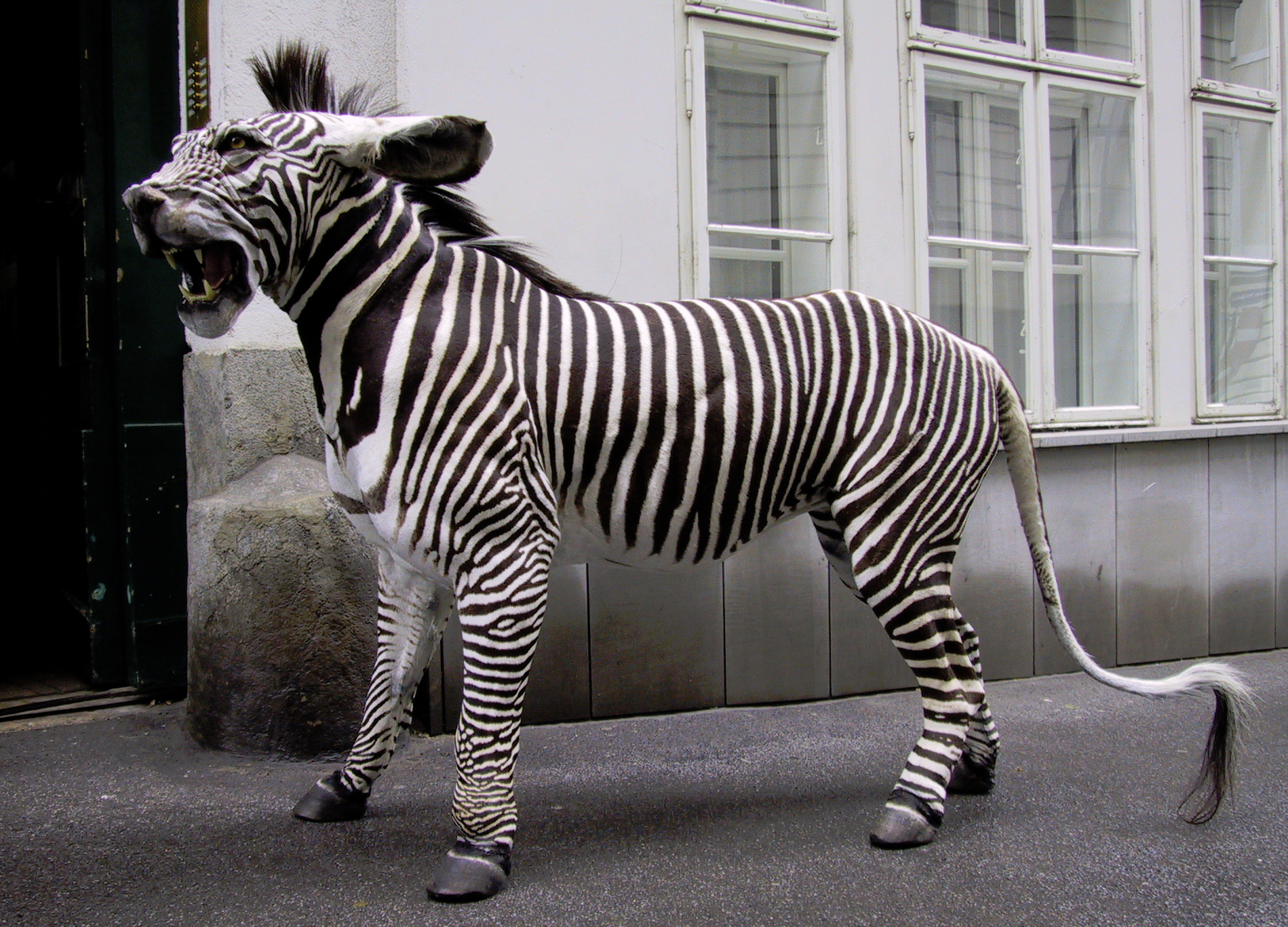
„Die Löwin – als Raubtier – ertarnt sich die begehrte Beute“, Deborah Sengl (2004)

Die Wienerin Deborah Sengl (* 1974) arbeitet, wie Thomas Grünfeld, mit einem Präparator zusammen. Wesentliche dieser, durchaus auch humorvollen Arbeiten erinnern stark an die viktorianischen Figurentableaus des Engländers Walter Potter (1835–1918) mit vermenschlichten Tierpräparaten, wobei Sengl durch Titel wie „Die letzten Tage der Menschheit“ meist einen kritischen, dabei häufig aktuellen Bezug herstellt. Während Grünfeld Felle verschiedener Tierarten zusammenfügt, ist es bei Sengl, die ein Biologiestudium begonnen hatte, vor allem die Verbindung von Mensch und Tier. Zebra und Löwin finden sich jedoch auch bei ihr vereint in dem Präparat „Die Löwin – als Raubtier – ertarnt sich die begehrte Beute“ (2004).
In der Installation „Die letzten Tage der Menschheit“ (2013–2014) mit 174 präparierten weißen und zwei schwarzen Ratten befand sich beispielsweise eine Gruppe von vier Tieren, zwei von ihnen haben ein weißes Häubchen auf. Nach menschlicher Art sitzen sie auf weißen Stühlen um einen weißen Tisch beim Kartenspielen zusammen. Weitere Teile dieser Installation in der Art Äsopscher Tierfabeln, insgesamt waren es 41, sind beispielsweise beschrieben als
„I. Akt / 1. Szene an der Sirk-Ecke. 1 Zeitungsausrufer, 4 Passanten“ (2013),
„I. Akt / 2. Szene: Zimmer des Generalstabchefs. 1 Generalstabchef, 1 Major, 1 Fotograf“ (2013),
„II. Akt / 15. Szene: Vereinssitzung der Cherusker in Krems. 1 Vertreter der Jungmannschaft, 1 Vertreter der deutschen Postler, 1 Paar“ (2014),
„V. Akt / 10. Szene: am Schreibtisch, 1 Nörgler“ (2014), als schwarze Ratte.
Sie reichen von Straßen- und Magistratsszenen über Geschehnisse im Lazarett bis zu den Gräueltaten an den Kriegsschauplätzen.
Deborah Sengl hatte diese Arbeit nach Karl Kraus Bühnenfassung von „Die letzten Tage der Menschheit“ anlässlich des 100. Jahrestags des Beginns des Ersten Weltkriegs konzipiert, um damit die Unmenschlichkeit und Absurdität des Krieges künstlerisch darzustellen. „Wir beide beobachten von außen und dokumentieren, was wir sehen“, sagt Sengl über ihre Verwandtschaft zu Karl Kraus. „Ich stelle eigentlich immer nur das dar, was ich erlebe, was ich in unserer Zeit, in unserer Gesellschaft sehe. Ich erfinde nichts dazu. Das hat auch Karl Kraus gemacht, ‚Die letzten Tage‘ sind hauptsächlich eine Ansammlung von Zitaten und gesprochenem Wort.“

## Kürschnerkunst

Kürschnerarbeiten
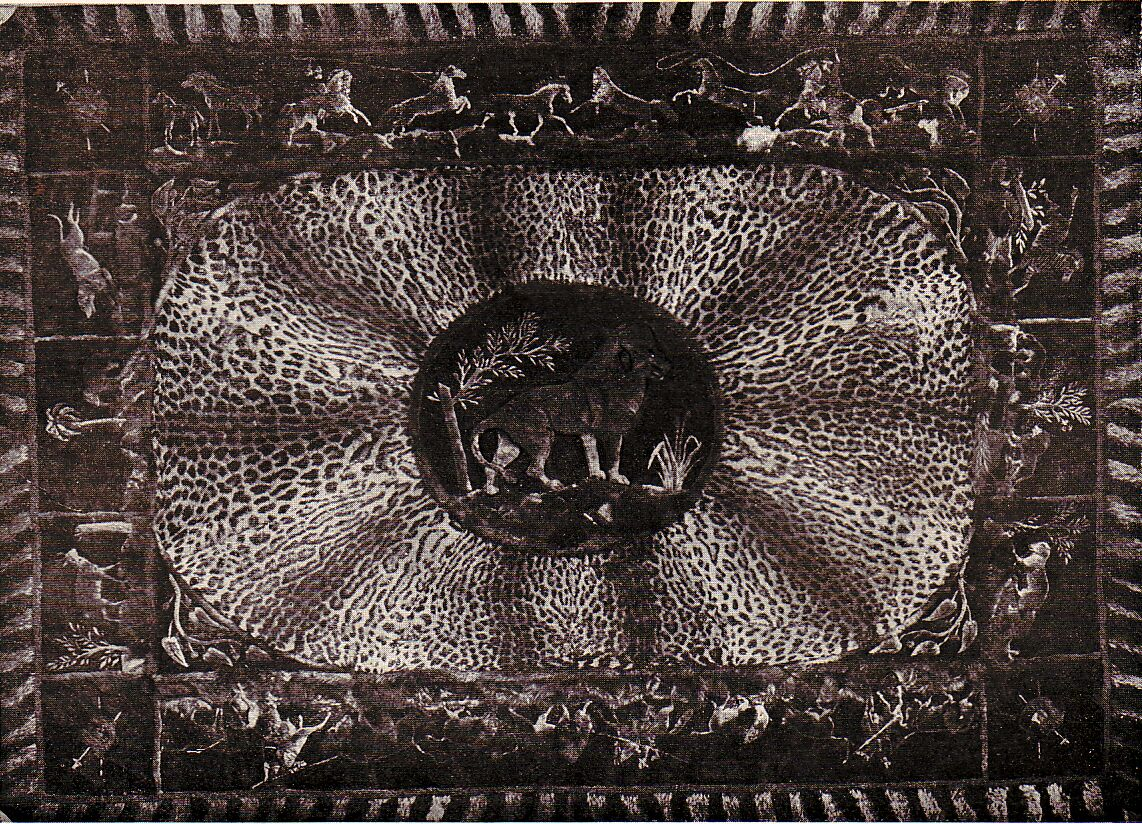
Wandteppich für Jagd- oder Sportzimmer (Bode, Dresden, vor 1903)
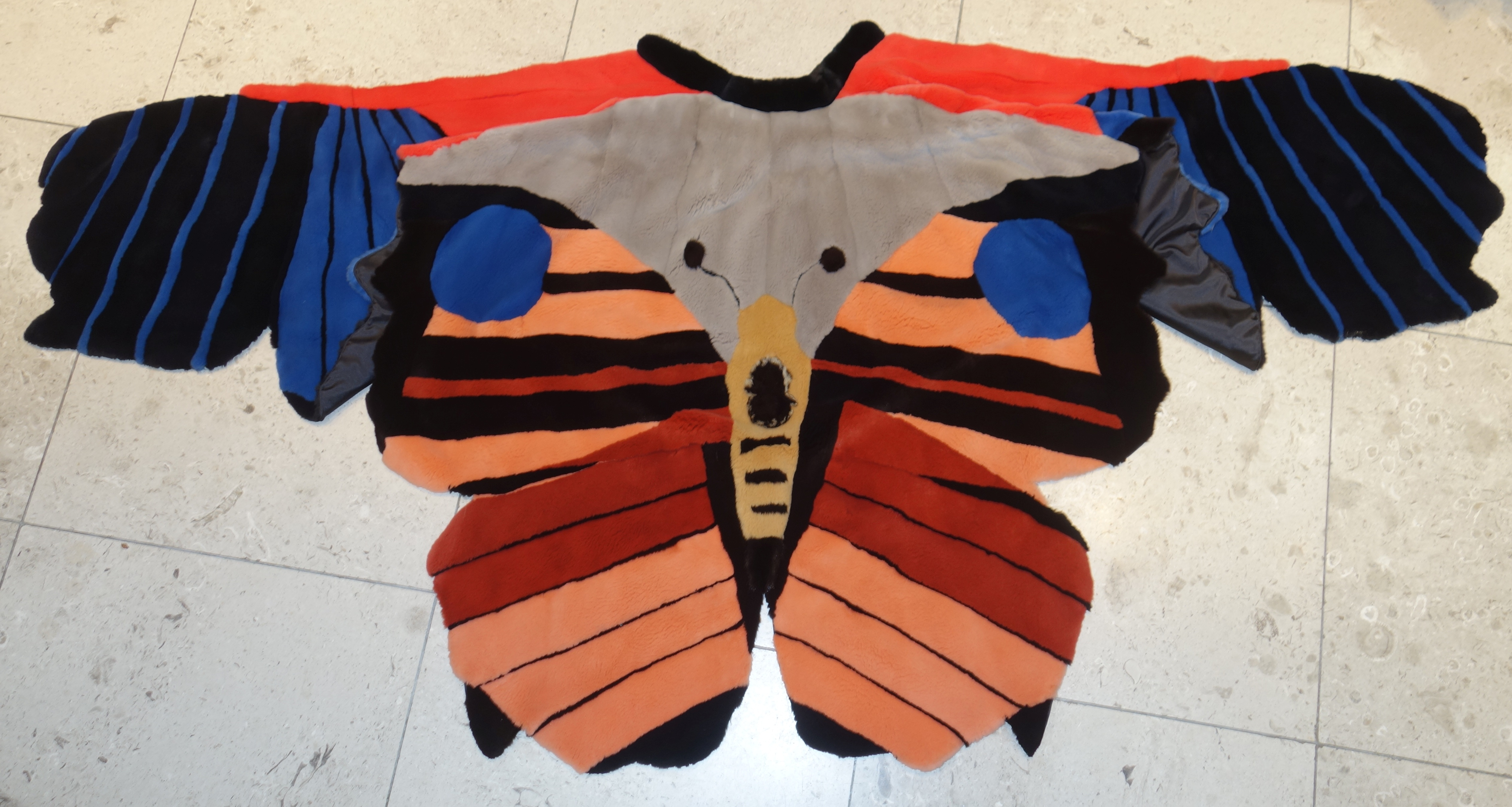
Cape „Butterfly“ (Schenkenbach, Düsseldorf, vor 2018)

Wie wohl überall in der Kunst ist auch beim Gestalten mit Pelz eine klare Grenzziehung zwischen Kunst, Kunsthandwerk und Kitsch schwierig oder eigentlich nicht möglich. Zweckfrei, nur schmückende Verzierungen gibt es in der Volkskunst bei der Pelzkleidung sämtlicher nordischen Völker. In der Regel wurden dafür die sonst abfallenden Fellteile, wie Pfoten, Schwänze oder Kopfstücken verwendet, aber auch die Felle kleinerer Tiere. Die Frauen der sibirischen Volksstämme stickten kunstvolle Ornamente aus Pferdehaar oder dem Nackenhaar von Rentieren mit in die Pelze ein.
Während zum Beispiel Ursula Schultze-Bluhm nie ein reines Pelzobjekt schuf – wie die meisten ihrer mit Pelz arbeitenden Kollegen auch – besteht die Pelzkunst der Kürschner in der Regel ausschließlich aus Fell, bis auf die benötigten Zutaten und eine eventuelle Abfütterung.
In den 1850er Jahren begannen europäische Kürschner als Pelzmosaik bezeichnete Bildwerke aus Fell herzustellen, die nur als Wandschmuck, eventuell auch als Vorleger gedacht waren. Dies erlebte seine Blüte zwischen 1870 und 1890. Die Anfänge der künstlerischen Pelzmosaike waren in Wien. Hier wurden sie auch besonders gepflegt und erreichten als Wiener Spezialität Weltruf. Die Arbeit selbst war in der Branche als undankbar verschrien, der Ertrag, insbesondere für exklusive Einzelstücke, die oft monatelange Arbeit erforderten, berechtigte vermutlich fast nie den Aufwand, das künstlerische Bestreben einiger besonders talentierter Kürschner stand im Vordergrund. Im Jahr 1954 wurde in einer Festschrift der Leipziger Kürschner, im Zusammenhang von Pelzmode und womöglich nur zu späterer Zeit als geschmacklos empfundenem Kitsch, angemerkt: „Auch sogenannte Pelzmosaiken, Bilder aus Fellstücken, können Kitsch sein, gerade weil sie die Materialgerechtigkeit verletzen, wenn sie bildliche und figürliche Entwürfe zeigen“. Ähnliche, deutlich weniger aufwändige Arbeiten für Vorleger oder Wandbehänge werden in den pelzverarbeitenden Ländern, vor allem in Asien, konfektioniert oder als Einzelarbeiten, weiterhin gefertigt.
Mit der Verfeinerung des Kürschnerhandwerks sahen sich deren Meister zunehmend der Kunst verbunden. 1914 schrieb ein deutscher Kürschner stolz in dem von ihm verfassten Fachbuch „Die Kürschnerkunst“: „Im Bunde mit den Errungenschaften der Chemie und Technik ist es gerade dem Kürschner des 20. Jahrhunderts möglich geworden, aus den ihm von der Natur gelieferten, nicht von ihm oder anderen Lieferanten nachzuahmenden, auch durch nichts zu ersetzenden Roherzeugnissen jene köstlichen Gebilde aus edlen Webstoffen und wertvollem Rauchwerk zuwege zu bringen, vor denen Laien, wie Kenner bewundernd stehen, ohne den zu beneiden, der das Kunstwerk sein eigen nennt. Und ist es nicht ein weiterer unanfechtbarer Ausweis für eine Kunst als solche, wenn sie reine Freude am Schönen, am Harmonischen stiftet, überall wo sie in ihren reifen Früchten zu dem gebildeten Menschen redet?“
Eine Besonderheit bildete der kunstinteressierte New Yorker Kürschner Jacques Kaplan. Zusammen mit seinem Vater Georges Kaplan schuf er Mäntel, allerdings nicht aus Fell, sondern aus Rindsleder. Diese dienten in erster Linie als Leinwände, auf welche Künstler, darunter Frank Stella (1936–2024), abstrakte Motive malten. Der erotische Mantel der Pop-Künstlerin Marisol (1930–2016), einer in Paris geborenen Amerikanerin, fällt dabei aus dem Rahmen. Er ist auf Vorder- und Rückseite bemalt. Er zeigt einen nackten weiblichen Torso. Das Schamhaardreieck besteht aus realem schwarzem Nerzfell. Der Mantel befindet sich, neben anderen Arbeiten aus der Werkstatt Kaplan, im Metropolitan Museum of Art. Kaplan betätigte sich auch selbst als Künstler, mit „explodierten“ Werken, an der Wand befestigte, gestreckte und verzierte Felle mit kinetischen Assemblagen, von denen eine rotierende Scheiben aus Affenfell enthielt. Ein mit gelocktem argentinischem Lammfell bezogener Lehnstuhl wurde 1971 in der Ausstellung „Fur and Feathers“ über Kunst mit Pelz und Federn des Museum of Contemporary Crafts of The American Crafts Council, New York City gezeigt, für die Georges Kaplan Furs auch den Katalog gesponsert hatte.
Besonders opulente, sicher bereits der Kunst zuzurechnende Kleidungsstücke schuf die russische Kürschnerin und Designerin Irina Krutikova (1936–2025) mit ihrer Kollektion „Birds“. Die besonders an Pfauen erinnernden Werke aus dem Jahr 1992 verschafften ihr internationale Bekanntheit.